# Conjugado isogonal

Conjugado Isogonal de P.

En geometría, el conjugado isogonal de un punto {\displaystyle P}, respecto de un triángulo {\displaystyle ABC} se construye reflejando las rectas que unen {\displaystyle P} con cada uno de los vértices del triángulo en torno a las bisectrices de {\displaystyle {\widehat {A}}}, {\displaystyle {\widehat {B}}} y {\displaystyle {\widehat {C}}} respectivamente. Estas tres rectas reflejadas concurren en el punto conjugado isogonal de {\displaystyle P}. Esta definición es válida solamente para los puntos del plano que no se hallen sobre los lados del triángulo {\displaystyle ABC}.
El conjugado isogonal de un punto {\displaystyle P} a veces se denota con {\displaystyle P^{*}}. El conjugado isogonal de {\displaystyle P^{*}} es {\displaystyle P}.

## Ejemplos
- El conjugado isogonal del incentro {\displaystyle I} del triángulo es él mismo.
- El conjugado isogonal del circuncentro {\displaystyle O} del triángulo es el ortocentro {\displaystyle H}.
- El conjugado isogonal del baricentro {\displaystyle G} es (por definición) el punto simediano {\displaystyle K} del triángulo.